# Mount Marcy
Mount Marcy je s nadmořskou výškou 1 629 m nejvyšší horou pohoří Adirondack a nejvyšší horou státu New York.
Hora leží v severovýchodní části pohoří.
V okolí hory se nachází pramen řeky Hudson. V letních měsících je Mount Marcy oblíbeným turistickým cílem.